# Ла-Кадьер-д’Азюр
Ла-Кадье́р-д’Азю́р (фр. La Cadière-d'Azur) — коммуна на юго-востоке Франции в регионе Прованс — Альпы — Лазурный берег, департамент Вар, округ Тулон, кантон Сен-Сир-сюр-Мер.
В честь коммуны назван астероид (336) Лакадира, открытый в 1892 году
Площадь коммуны — 37,42 км², население — 5039 человек (2006) с выраженной тенденцией к росту: 5448 человек (2012), плотность населения — 146,0 чел/км².

## Население
Население коммуны в 2011 году составляло — 5410 человек, а в 2012 году — 5448 человек.
| 1962 | 1968 | 1975 | 1982 | 1990 | 1999 | 2006 | 2008 | 2011 | 2012 |
| ---- | ---- | ---- | ---- | ---- | ---- | ---- | ---- | ---- | ---- |
| 1587 | 1589 | 2044 | 2410 | 3139 | 4239 | 5039 | 5264 | 5410 | 5448 |

Динамика населения:

## Экономика
В 2010 году из 3468 человек трудоспособного возраста (от 15 до 64 лет) 2363 были экономически активными, 1105 — неактивными (показатель активности 68,1 %, в 1999 году — 67,5 %). Из 2363 активных трудоспособных жителей работали 2152 человека (1164 мужчины и 988 женщин), 211 числились безработными (105 мужчин и 106 женщин). Среди 1105 трудоспособных неактивных граждан 328 были учениками либо студентами, 403 — пенсионерами, а ещё 374 — были неактивны в силу других причин.
На протяжении 2010 года в коммуне числилось 2196 облагаемых налогом домохозяйств, в которых проживало 5413,5 человека. При этом медиана доходов составила 23 992 евро на одного налогоплательщика.